# 서수공군
서수 공군(영어: Numbered Air Force (NAF))과 명칭 공군(영어: Named Air Force (NAF))은 미국 공군의 주요사령부 예하 조직의 한 종류이다.

## 서수
| 번호/이명                | 방패 | 기지                                 | 상급부대             | 상태 |
| ------------------------ | ---- | ------------------------------------ | -------------------- | --- |
| 제1공군 (북부 공군)      |      | 플로리다주 틴달 공군기지             | 공군전투사령부       | 미국 북부사령부, 북미항공우주방위사령부, 본토 NORAD 방공구역을 지원함. |
| 제2공군                  |      | 미시시피주 케슬러 공군기지           | 공군교육훈련사령부   | 모든 지상기술훈련을 감독. |
| 제3공군 (유럽 공군)      |      | 독일 람슈타인 공군기지               | 유럽-아프리카 공군   | 미국 유럽 사령부와 미국 아프리카 사령부를 지원함. |
| 제4공군                  |      | 캘리포니아주 마치 공군예비기지       | 공군예비군사령부     | 공군예비군사령부 소속 C-5, C-17, KC-135, KC-10, C-40 부대 중에서 공중기동사령부 관할 작전통제부대와 미국 수송사령부를 지원함. |
| 제5공군                  |      | 일본 요코타 공군기지                 | 태평양 공군          | 주일 미국 공군으로서 주일 미군을 지원함. |
| 제6공군                  |      | -                                    | -                    | 1963년에 미국 공군 남부사령부로 재편성되었고 1976년 1월 1일에 해산됨. |
| 제7공군 (주한 공군)      |      | 경기도 오산 공군기지                 | 태평양 공군          | 주한 미국 공군으로서 주한 미군을 지원함. |
| 제8공군 (전략 공군)      |      | 루이지애나주 박스데일 공군기지       | 공군지구권타격사령부 | 모든 폭격기 부대를 통솔하고 미국 전략사령부를 지원함. |
| 제9공군 (중부 종군)      |      | 사우스캐롤라이나주 쇼 공군기지       | 공군전투사령부       | 미국 중부사령부의 공군 구성군. |
| 제10공군                 |      | 텍사스주 NAS 포트 워스 JRB           | 공군예비군사령부     | 모든 공군예비군사령부 소속의 공군지구권타격사령부 관할 B-52 부대, 공군전투사령부, 미국 태평양 공군, 공군특수작전사령부 관할 E-3, F-22, F-15C/D, F-15E, F-16, A-10, HC-130, HH-60, C-145, U-28, MQ-1, MQ-9 , RQ-4 부대, 공군교육훈련사령부 관할 T-6, T-1, T-38 비행훈련부대를 감독함. |
| 제11공군                 |      | 알래스카주 엘먼도프 공군기지         | 태평양 공군          | 미국 알래스카 사령부와 알래스카 NORAD 구역을 지원함. |
| 제12공군 (남부 공군)     |      | 애리조나주 데이비스-몬헌 공군기지    | 공군전투사령부       | 미국 남부사령부를 지원함. |
| 제13공군 (태평양 공군)   |      | -                                    | -                    | 2012년 9월 28일에 해산됨. |
| 제14공군 (전략 공군)     |      | -                                    | -                    | 2019년 12월 20일에 미국 우주군 우주작전사령부로 재편성됨. |
| 제15공군                 |      | 캘리포니아주 트래비스 공군기지       | 공중기동사령부       | 2003년에 원정부대가 되었고, 2012년에 해산하였다가 2020년에 재소집됨. |
| 제16공군 (사이버 공군)   |      | 텍사스주 렉랜드 공군기지             | 공군전투사령부       | 2019년 10월 11일에 제24공군과 제25공군을 통합하여 사이버 공군으로서 재소집되어 미국 사이버사령부를 지원함. |
| 제17공군                 |      | 독일 람슈타인 공군기지               | 유럽-아프리카 공군   | 2012년부터 원정부대로서 활동중. |
| 제18공군 (수송 공군)     |      | 일리노이주 스콧 공군기지             | 공중기동사령부       | 미국 수송사령부를 지원함. |
| 제19공군                 |      | 텍사스주 랜돌프 공군기지             | 공군교육훈련사령부   | 대학 학부생의 비행 훈련을 포함한 모든 비행 훈련과 선발된 정규훈련부대(FTU)와 보충훈련부대(RTU)를 감독함. |
| 제20공군 (전략 공군)     |      | 와이오밍주 프랜시스 E. 워렌 공군기지 | 공군지구권타격사령부 | 미국 전략사령부를 지원하며 공군 소유의 ICBM를 관리함. |
| 제21공군                 |      | -                                    | -                    | 2003년 10월 1일부터 원정부대로 활동하다가 2012년 3월 19일에 해산됨. |
| 제22공군                 |      | 조지아주 도빈스 공군예비기지         | 공군예비군사령부     | 공군예비군사령부 소속 모든 C-130과 WC-130 부대를 행정관리하고, 미국 수송사령부를 지원함. |
| 제23공군 (특수작전 공군) |      | -                                    | -                    | 공군특수작전사령부의 작전지휘부대, 2013년 4월 4일에 해산됨. |
| 제24공군 (사이버 공군)   |      | -                                    | -                    | 2010년 12월 7일에 사이버 공군으로 지정되었고 2019년 10월 11일에 제16공군에 통합됨. |
| 제25공군 (첩보 공군)     |      | -                                    | -                    | 2014년 9월 29일자로 공군정보감시정찰국에서 재편성되어 2019년 10월 11일에 제16공군에 통합됨. |

## 명칭
명칭 공군은 서수 공군과 같은 급으로 운영되었다.
미국 육군의 항공대에서의 첫 번째 명칭 공군(혹은 항공군)은 1935년에 운영을 시작한 공군 총본부(GHQ AF)로, 1941년 공군 총본부가 되었다. 여러 서수공군 또한 명칭 공군으로 시작하였다.
제2차 세계 대전부터 다른 명칭 공군은 작전과 지원사령부 양쪽에 생겨났다. 아이슬란드 공군, 중부, 동부, 일본, 서부방공군은 방공적합성을 제공하였다. USAF 특수작전군은 특수부대의 작전을 통제하였다. 승무원, 비행, 기술훈련항공군은 땅과 하늘에서 항공훈련사령부를 섬겼다. 태평양 공군/극동공군 (후방)은 극동공군의 작전 및 지원 전력 양쪽을 통제하였다. 유럽 지역항공물자군, 태평양 지역항공물자군, 그외의 명칭 공군이 주로 군수지원을 위해 창설되었다.
2001년부터 미국 중부 공군은 아프가니스탄 전쟁에 참전하는 미국 공군부대를 감독하였다. 2003년부터 이라크 전쟁, 그리고 2015년 시작한 예멘 내전에는 항공급유와 그 외 지원을 맡고 있다.
| 번호/이명                 | 방패 | start date      | end date        | 상태 |
| ------------------------- | ---- | --------------- | --------------- | --- |
| 아이슬란드 공군           |      | 1952년          | 2006년 6월 28일 | 북대서양과 아이슬란드 방공을 위해 설립되었다. |
| 유럽 지역 항공물자군      |      | 1954년          | 1962년          | 항공물자사령부의 유럽 지역 관할 조직이었다. |
| 태평양 지역, 항공물자군   |      | 1944년 7월 14일 | 1962년          | 오스트레일리아 브리즈번에서 극동항공근무사령부로 창설되었다. 때때로 여러 중간 지역으로 본부를 옮기다가 1945년 8월 7일, 필리핀 마닐라로 건너갔다. 1946년 1월에 미국 육군 태평양 항공근무사령부, 1947년 1월 1일 극동항공물자사령부로 재편성되었다. 일본 다치카와 비행장에서 일본 항공물자지역을 대채하였다. |
| 항공공병군                |      | 1951년          | 1956년          | SCARWAF(미국 공군과 함께 근무하는 미국 육군)의 항공공병조직을 통제하였다. 이후, 프라임 BEEF, RED HORSE로 대체됨. |
| 중부방공군                |      | 1951년          | 1960년          | 미국 중부의 ADC 레이다와 요격기 부대를 통제하였다. |
| 승무원훈련공군            |      | 1952년          | 1957년          | 항공승무원을 훈련하였다. |
| 동부방공군                |      | 1949년          | 1960년          | 미국 동붕의 ADC 레이다와 요격기 부대를 통제하였다. |
| 비행훈련공군              |      | 1951년          | 1958년          | 동안 전투승무원을 위한 비행훈련과 비행등급 측정을 위한 비행훈련을 주도하였다. |
| 주일 방공군               |      | 1952년          | 1954년          | 제314항공사단을 대채하여 설립되었다. |
| 태평양 공군/후방 극동공군 |      | 1954년          | 1957년          | 일본에서 하와이로 극동공군이 옮겨갈 동안 태평양과 극동에 있는 공군 통제를 위해 설립되었다. |
| 기술훈련공군              |      | 1951년          | 1958년          | 기초 훈련, 장교 후보생 훈련, 기술 훈련을 맡았다. |
| USAF 특수작전군           |      | 1962년          | 1974년          | 베트남 전쟁 동안 USAF 특수항공전센터가 너무 커져서 명칭 공군으로 승격되었다. |
| 서부방공군                |      | 1951년          | 1960년          | 미국 서부의 ADC 레이다와 요격기 부대를 통제하였다. |

## 참고

### 인용
1. 1 2  Ravenstein 1996.
2. ↑  “AIR MATERIEL FORCE, PACIFIC AREA” (PDF). 2021년 3월 2일에 확인함.
3. ↑  “Air Forces in WW2”. 2021년 3월 2일에 확인함.

### 자료
- Ravenstein, Charles A. (1996). 《The Organization and Lineage of the United States Air Force》. United States Air Force Historical Research Center. ISBN 0-912799-17-X.